# Steph Branch
Stephaun "Steph" Branch (Upland, California, 7 de noviembre de 1995) es un baloncestista estadounidense que pertenece a la plantilla de los Tangerang Hawks de la IBL de Indonesia. Con 1,96 metros de estatura, juega en la posición de Escolta.

## Trayectoria deportiva

### Universidad
Comenzó su andadura universitaria en el Mt. San Antonio College en Walnut, California, donde pasó dos años hasta incorporarse en 2015 a los Wolves de la Universidad de Georgia Oriental de la División II de la NCAA, donde jugó dos temporadas, en las que promedió 16,4 puntos, 7,3 rebotes, 1,9 asistencias y 1,3 tapones por partido. Fue incluido en ambas temporadas en el segundo mejor quinteto de la Gulf South Conference.

### Profesional
Tras no ser elegido en el Draft de la NBA de 2017, se comprometió con los South Bay Lakers de la G League, donde jugó una temporada en la que promedió 10,6 puntos y 5,8 rebotes por partido, saliendo desde el banquillo. Al inicio de la temporada siguiente disputó las Ligas de Verano de la NBA con Los Angeles Lakers, con los que promedió 1,9 puntos y 1,8 rebotes en los nueva partidos que jugó.
En octubre de 2018 fichó por Utah Jazz, pero fue asignado directamente a su filial de la G League, los Salt Lake City Stars. Allí completo una temporada, promediando 6,7 puntos y 4,8 rebotes.
En julio de 2019 firmó su primer contrato internacional, al comprometerse con el Ura Basket de la Korisliiga finesa. Jugó 16 partidos, en los que promedió 21,1 puntos y 9,6 rebotes, hasta que en diciembre de ese mismo año fue traspasado a los Antwerp Giants de la PBL belga.
En la temporada 2021-22, firma por el Ironi Nahariya de la Ligat ha'Al, la primera categoría del baloncesto de Israel.
El 6 de enero de 2025 fue anunciado como refuerzo de los Tangerang Hawks de la IBL de Indonesia.